# Aloe wrefordii
Aloe wrefordii ist eine Pflanzenart der Gattung der Aloen in der Unterfamilie der Affodillgewächse (Asphodeloideae). Das Artepitheton wrefordii ehrt den Farmer, Landvermesser und Viehhändler Herbert Wreford-Smith (1890–1962).

## Beschreibung

### Vegetative Merkmale
Aloe wrefordii wächst stammlos und einfach oder sprossend und dann kleine Gruppen bildend. Die etwa 24 lanzettlich verschmälerten Laubblätter bilden eine dichte Rosette. Die trüb graugrüne, gelegentlich rötlich braun überhauchte, undeutlich linierte Blattspreite ist etwa 60 Zentimeter lang und 15 Zentimeter breit. An ihrer Spitze befindet sich ein rötlich brauner Dorn. Die Blattoberfläche ist glatt. Die stechenden, rötlich braunen Zähne am Blattrand sind 4 Millimeter lang und stehen 10 bis 15 Millimeter voneinander entfernt. Der Blattsaft trocknet gelb.

### Blütenstände und Blüten
Der Blütenstand weist bis zu 16 Zweige auf und erreicht eine Länge von etwa 120 Zentimeter. Die unteren Zweige sind nochmals verzweigt. Die dichten, fast kopfigen Trauben sind 5 bis 8 Zentimeter lang und 6 Zentimeter breit. Die eiförmig-spitzen Brakteen weisen eine Länge von 9 Millimeter auf und sind 4 Millimeter breit. Die keulenförmige, scharlachroten oder orangefarbenen Blüten stehen an 16 Millimeter langen Blütenstielen. Sie sind 22 Millimeter lang und an ihrer Basis verschmälert. Auf Höhe des Fruchtknotens weisen die Blüten einen Durchmesser von 5 bis 6 Millimeter auf. Darüber sind sie zur Mündung erweitert. Ihre äußeren Perigonblätter sind auf einer Länge von 13 Millimetern nicht miteinander verwachsen. Die Staubblätter und der Griffel ragen 3 bis 5 Millimeter aus der Blüte heraus.

## Systematik und Verbreitung
Aloe wrefordii ist in Kenia, Sudan und Uganda im steinigen Dornbusch und auf exponierten felsigen Hängen in Höhen von 950 bis 1430 Metern verbreitet.
Die Erstbeschreibung durch Gilbert Westacott Reynolds wurde 1956 veröffentlicht.

## Nachweise